# Saccharodite basipunctulata
Saccharodite basipunctulata är en insektsart som först beskrevs av Melichar 1915.  Saccharodite basipunctulata ingår i släktet Saccharodite och familjen Derbidae. Inga underarter finns listade i Catalogue of Life.